# Ленинпольский аильный округ
Ле́нинпольский аи́льный о́круг (кирг. Ленинполь айыл аймагы) — административно-территориальная единица в составе Бакай-Атинского района Таласской области Кыргызстана.

## Население
| Численность населения | Численность населения |
| 2009                  | 2022                  |
| --------------------- | --------------------- |
| 7637                  | ↗9266                 |

Динамика численности
| - 2014 год — 8567 - 2015 год — 8102 - 2017 год — 8297 - 2019 год — 8912 | - 2020 год — 8985 - 2021 год — 9097 - 2023 год — 9299 |

## Состав
| № | Населённый пункт | Тип населённого пункта       | Код COATE          | Географические координаты       | Население, чел. (2022 г.) |
| - | ---------------- | ---------------------------- | ------------------ | ------------------------------- | ------------------------- |
| 1 | Бакай-Ата        | село, административный центр | 41707 220 830 01 0 | 42°29′18″ с. ш. 71°55′46″ в. д. | ↗8270                     |
| 2 | Наматбек         | село                         | 41707 220 830 02 0 | 42°30′40″ с. ш. 71°52′20″ в. д. | ↗996                      |